# Charlie Chan i Egypten
Charlie Chan i Egypten (engelska: Charlie Chan in Egypt) är en amerikansk mysteriefilm från 1935 i regi av Louis King. Detta är den åttonde filmen av sexton av 20th Century Fox Charlie Chan-filmer med Warner Oland i titelrollen.

## Handling
Charlie Chan kallas in när en arkeolog försvinner medan han leder utgrävningar av antika konstskatter i Egypten. Chan får brottas med uppgifter som att bedöma sanningshalten i det arkeologiska arbetslagets berättelser, hantera den försvunne vetenskapsmännens galna son, förstå varför ovärderliga skatter hamnar i händerna på privata samlare och utreda till synes övernaturliga händelser. Men ingen kan föra den observante Charlie Chan bakom ljuset. 

## Rollista i urval
- Warner Oland - Charlie Chan
- Pat Paterson - Carol Arnold
- Thomas Beck - Tom Evans, arkeolog
- Rita Hayworth - Nayda (som Rita Cansino)
- Jameson Thomas -  Dr. Anton Racine
- Frank Conroy - Professor John Thurston, Carol och Barrys farbror
- Nigel De Brulier - Edfu Ahmed, familjen Arnolds tjänare
- James Eagles - Barry Arnold, Carols bror
- George Erving - Professor Arnold, ledare av expeditionen
- Stepin Fetchit - Snowshoe, assistent vid expeditionen